# Luis Paz
Luis Carlos Paz Moreno (ur. 25 czerwca 1942, zm. w czerwcu 2015) – kolumbijski piłkarz grający podczas kariery na pozycji pomocnika.

## Kariera klubowa
Karierę piłkarską Luis Paz rozpoczął w klubie América Cali w 1961. W 1966 przeszedł do lokalnego rywala – Deportivo. Sezon 1968 spędził w Quindío Armenia, a 1969 w Once Caldas. Rok 1970 spędził w stołecznych Independiente Santa Fe i Millonarios.
W 1971 przeszedł do beniaminka kolumbijskiej ekstraklasy Realu Cartagena. Real nie zdołał się utrzymać w lidze, w wyniku czego Paz został zawodnikiem Deportes Tolima, w którym zakończył karierę.
Ogółem w latach 1961–1972 rozegrał w lidze kolumbijskiej 233 spotkania, w których zdobył 17 bramek.

## Kariera reprezentacyjna
W następnym roku Paz został powołany przez selekcjonera Adolfo Pedernerę do kadry na Mistrzostwa Świata w Chile, na których był rezerwowym. Nigdy nie zdołał zadebiutować w reprezentacji Kolumbii.